# 사냥꾼
사냥꾼은 사냥을 주로 하는 사람 또는 사냥을 직업으로 하는 사람을 뜻하며, 스포츠의 목적으로 사냥 활동을 하는 사람들도 사냥꾼이라고 불린다.